# Lasioglossum leptospermi
Lasioglossum leptospermi là một loài Hymenoptera trong họ Halictidae. Loài này được Cockerell mô tả khoa học năm 1916.